# 柳沟乡
柳沟乡，是中华人民共和国甘肃省临夏回族自治州积石山保安族东乡族撒拉族自治县下辖的一个乡镇级行政单位。

## 行政区划
柳沟乡下辖以下地区：
斜套村、尕集村、袁家山村、阳山村、柳沟村、马家村、张郭家村、上坪村和樊家沟村。